# 福泽考什-祖尔·克里斯蒂娜
福泽考什-祖尔·克里斯蒂娜（匈牙利語：Fazekas-Zur Krisztina，1980年8月1日—），生于布达佩斯，是一名匈牙利皮划艇运动员，主攻皮艇竞速。她在大约20岁时开始参加比赛。

## 个人生活
福泽考什自10岁起开始练习皮艇。她和自己的教练Rami Zur结婚后，姓氏由福泽考什变为福泽考什-祖尔，两人育有两个孩子。
2013年，福泽考什-祖尔成立了冠军之路基金会（Bajnokok Utja Alapitvany），旨在让更多孩子参与体育活动。2017年，她成功进入国际皮划艇联合会运动员委员会。

## 运动生涯
福泽考什-祖尔曾斩获多枚世锦赛奖牌，其中包括8枚金牌和6枚银牌。其中有1枚银牌是她在2011年代表美国队参加世锦赛时获得的，其他奖牌则都是代表匈牙利获得的。
福泽考什-祖尔曾代表匈牙利参加了2012年和2016年夏季奥运，两届奥运各赢得一枚金牌。2012年伦敦奥运，她联同队友出战了女子四人皮艇500米项目，获得一枚金牌；2016年里约奥运，她再度和队友出战同一项目，并帮助匈牙利队成功卫冕该项目的冠军。

## 奖项与荣誉
- 匈牙利功绩勋章－Officer's Cross：2012
- 匈牙利功绩勋章－Commander's Cross：2016